# Dongfeng Motor
Tập đoàn ô tô Đông Phong (tiếng Anh: Dongfeng Motor Corporation) là nhà sản xuất ô tô của Trung Quốc, có trụ sở đặt tại Vũ Hán. Dongfeng là một trong 4 nhà sản xuất ô tô lớn của Trung Quốc, cùng với Chang'an Motors, FAW Group và SAIC Motor. Năm 2014, công ty trở thành nhà sản xuất ô tô lớn thứ 2 Trung Quốc với 3.5 triệu xe được sản xuất trong năm đó.